# 伊沃拉 (巴西)
伊沃拉是巴西南大河州的一个市镇。总面积122.887平方公里，总人口2378人，人口密度19.4人/平方公里。